# Crónica do Condestável

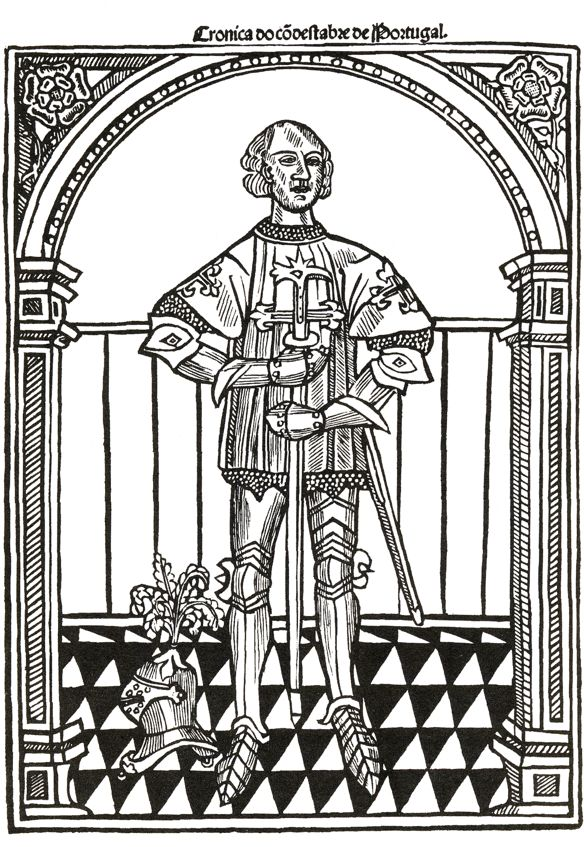
O condestável numa edição da crónica de 1554.

A Crónica do Condestável, ou Crónica do Condestável de Portugal Dom Nuno Álvares Pereira, é uma crónica biográfica de Nuno Álvares Pereira (1360-1431), Condestável de Portugal na época de D. João I e herói da Batalha de Aljubarrota, travada em 1385.
Apesar de a mais antiga versão conservada da obra ser um livro impresso em Lisboa de 1526, sabe-se por várias fontes que a crónica original foi escrita pouco tempo depois da morte do condestável, em data não posterior a 1440. O autor é anônimo, mas é provável que tenha sido alguém que o tenha conhecido, talvez um cavaleiro ou um clérigo, que se baseou em depoimentos e documentos sobre os acontecimentos da vida de Nuno Álvares. É improvável que o autor tenha sido um religioso do Convento do Carmo de Lisboa, fundado por D. Nuno, uma vez que a crónica fornece relativamente poucos detalhes da sua vida no convento.
É considerada uma das grandes obras cronísticas do século XV português, descrevendo a vida do biografado com um vasto vocabulário e grande riqueza de detalhes. A narrativa é em geral concentrada na descrição de feitos de D. Nuno, e menos concentrada em oferecer uma cronologia precisa ou comentários explicativos. A importância da crónica é atestada por ter sido usada pelo maior cronista medieval português, Fernão Lopes, em sua Crónica de D. Fernando e na Crónica de D. João I.